# El Centenario (obra de teatro)
El centenario es una obra de teatro en tres actos de los Hermanos Álvarez Quintero, estrenada en 1909.

## Argumento
Se han iniciado los preparativos de la fiesta del centenario del terrateniente andaluz Don Juan Belmonte. Llegarán a la casa todos los parientes con sus problemas y enfrentamientos. Al final, el criterio del abuelo para solucionar las crisis familiares se impondrá con todo buen juicio.

## Personajes
- Juan Belmonte
- Currita
- Doña Filomena
- Doña Marciala
- Don Evaristo
- Eulalia
- Carmen Campos
- Rosa
- Trino
- Antoñón
- Alonso
- Manuel

## Estreno
- Teatro de la Comedia, Madrid, 14 de diciembre de 1909
  - Escenografía: Amorós y Blancas
  - Intérpretes: José Santiago (Juan Belmonte), Matilde Moreno (Currita), Sra. Martínez (Doña Marciala), Irene Alba (Doña Filomena), Mercedes Pérez de Vargas (Eulalia), Ernesto Vilches (Don Evaristo).